# Telescopus rhinopoma
Telescopus rhinopoma là một loài rắn trong họ Rắn nước. Loài này được Blanford mô tả khoa học đầu tiên năm 1874.